# 登録有形文化財一覧
登録有形文化財一覧では国の登録有形文化財を都道府県別に一覧とする。なお、建造物の登録総数だけで12,121件（2019年4月1日現在）あり、当ページではそのごく一部を一覧化している（各都道府県別の一覧があるものはそちらを参照）。名称は登録名に準拠する。重要文化財指定や解体などで抹消されたものは各都道府県別の一覧に記載されている。

## 建造物

### 統計
2019年4月1日現在、都道府県別の建造物の登録件数は以下の通りになっている。
|    | 都道府県 | 件数     |
| -- | -------- | -------- |
|    | 総数     | 12,121件 |
| 1  | 大阪府   | 723件    |
| 2  | 兵庫県   | 677件    |
| 3  | 京都府   | 570件    |
| 4  | 長野県   | 530件    |
| 5  | 愛知県   | 513件    |
| 6  | 新潟県   | 472件    |
| 7  | 香川県   | 410件    |
| 8  | 滋賀県   | 405件    |
| 9  | 東京都   | 389件    |
| 10 | 群馬県   | 336件    |
| 11 | 岡山県   | 317件    |
| 12 | 茨城県   | 296件    |
| 13 | 高知県   | 283件    |
| 14 | 千葉県   | 277件    |
| 15 | 奈良県   | 270件    |

|    | 都道府県 | 件数  |
| -- | -------- | ----- |
| 16 | 石川県   | 263件 |
| 17 | 岐阜県   | 261件 |
| 18 | 三重県   | 256件 |
| 19 | 神奈川県 | 255件 |
| 20 | 広島県   | 251件 |
| 21 | 和歌山県 | 243件 |
| 22 | 栃木県   | 239件 |
| 23 | 静岡県   | 235件 |
| 24 | 鳥取県   | 239件 |
| 25 | 大分県   | 230件 |
| 26 | 福島県   | 200件 |
| 27 | 島根県   | 199件 |
| 28 | 秋田県   | 194件 |
| 29 | 福井県   | 193件 |
| 30 | 徳島県   | 186件 |
| 31 | 山形県   | 181件 |

|    | 都道府県 | 件数  |
| -- | -------- | ----- |
| 32 | 埼玉県   | 175件 |
| 33 | 熊本県   | 170件 |
| 34 | 宮城県   | 159件 |
| 35 | 福岡県   | 154件 |
| 36 | 北海道   | 144件 |
| 37 | 山梨県   | 133件 |
| 38 | 富山県   | 132件 |
| 39 | 長崎県   | 129件 |
| 40 | 愛媛県   | 127件 |
| 41 | 鹿児島県 | 120件 |
| 42 | 佐賀県   | 108件 |
| 43 | 青森県   | 103件 |
| 44 | 宮崎県   | 102件 |
| 45 | 山口県   | 101件 |
| 46 | 岩手県   | 92件  |
| 47 | 沖縄県   | 82件  |
| -  | 2県以上  | 2件   |

### 北海道
- 北海道知事公館（旧三井クラブ）
- 札幌市資料館（旧札幌控訴院）
- 北海道大学古河記念講堂（旧東北帝国大学農科大学林学科教室）
- 北海道大学旧札幌農学校昆虫学及養蚕学教室
- 北海道大学旧札幌農学校図書館読書室・書庫
- 北海道大学農学部博物館バチェラー記念館
- 北海道大学農学部附属苫小牧地方演習林森林記念館（旧標本貯蔵室）
- 北海道大学文学部二風谷研究室（旧マンロー邸）
- 北海道大学附属植物園庁舎（旧札幌農学校動植物学教室）
- プレイリー・ハウス（旧佐田邸）
- エドウィン・ダン記念館（旧北海道庁真駒内種畜場事務所）
- 日本キリスト教団札幌教会（旧札幌美以教会堂）
- あさでん春光整備工場（旧陸軍第七師団騎兵第七連隊覆馬場）
- 室蘭市旧室蘭駅舎
- 五島軒本店旧館
- 星槎大学（旧頼城小学校）校舎・体育館
- 旧北陸銀行江別支店
- 中標津町郷土館緑ヶ丘分館（旧北海道農事試験場根室支場陳列館）
- 伝成館（旧北海道農事試験場根室支場庁舎）
- 遺愛学院（旧遺愛女学校）講堂・謝恩館
- 根室市明治公園第一サイロ・第二サイロ・第三サイロ
- JR小樽駅本屋・プラットホーム
- 小樽 旧青山別邸 主屋 文庫蔵 塀
- 旧国鉄根北線越川橋梁
- 旧国鉄士幌線音更トンネル
- 旧国鉄士幌線第三音更川橋梁
- 旧国鉄士幌線第五音更川橋梁
- 旧国鉄士幌線第六音更川橋梁
- 旧国鉄士幌線勇川橋梁
- 旧国鉄士幌線十三の沢橋梁
- 旧国鉄富内線富内駅舎・プラットフォーム・構内線路
- 旧上藻別駅逓所
- 旧幌向駅逓所
- 旧三井芦別鉄道炭山川橋梁
- 夕張鹿鳴館(旧北炭鹿ノ谷倶楽部)
- 順誓寺本堂
- 博物館網走監獄鏡橋入口哨舎・鏡橋出口哨舎・西門哨舎・裏門・裏門哨舎・煉瓦造独居房
- 函館中華会館
- 函館大手町ハウス（旧浅野セメント函館営業所）
- 旭川市市民活動交流センターホール棟（旧国鉄旭川車両センター第二木機職場）・市民活動支援棟（旧国鉄旭川車両センター木機乾燥場）
- 北海道林木育種場旧庁舎
- 最創山光岸寺本堂
- 北村家住宅主屋（旧土田旅館）

### 東北地方

#### 青森県
- 弘前市庁舎本館
- 津軽鉄道旧芦野公園駅本屋
- 青森県立郷土館（旧青森銀行本店）
- 旧制弘前高等学校外国人教師館
- 八戸酒造店舗兼主屋・西蔵・文庫蔵・北蔵・煉瓦蔵・煉瓦塀
- 旧第八師団長官舎（弘前市長公舎）
- 翠明荘（旧高谷家別邸）奥座敷・四阿・土蔵・日本館・門・洋館
- 成田和夫家住宅土蔵
- 新むつ旅館本館
- 石場旅館
- 旧河内屋橋本合名会社
- 木村産業研究所
- 旧高谷銀行本店（盛農薬商会倉庫）
- カトリック十和田教会
- 旧弘前無尽社屋（三上ビル）
- 旧島守発電所本館・水槽・余水路・水圧鉄管路
- 森内レイ子家住宅土蔵
- ヤマニ仙遊館本館・土蔵
- 更上閣主屋・門
- 小野サツエ家住宅土蔵
- 小野きみゑ家住宅土蔵
- 法光寺承陽塔

#### 岩手県
- 岩手県公会堂
- 旧岩手県知事公舎洋館
- 旧南部家別邸主屋
- 旧緯度観測所本館（奥州宇宙遊学館）
- 旧臨時緯度観測所本館（木村榮記念館）
- 北上市立博物館付属民俗資料館（旧黒沢尻実科高等女学校校舎）
- 旧上有住小学校校舎
- 後藤伯記念公民館
- 旧陸軍省軍馬補充部六原支部官舎第一棟
- 上和野馬頭観世音本堂・旧堂
- 日本基督教団一関教会
- アレン記念館
- 旧遠野寶物館（遠野市立博物館新町収蔵庫）
- 小岩井農場本部事務所・一号牛舎・二号牛舎・三号牛舎・四号牛舎・一号サイロ・二号サイロ・四階倉庫・天然冷蔵庫
- 旧釜石鉱山事務所
- 旧東北砕石工場
- 旧専売局千厩葉煙草専売所
- 花巻温泉旧松雲閣別館
- 仙臺屋旧穀蔵・旧籾蔵・前の蔵・倉庫・便所・店舗兼主屋
- 萬代舘
- 世嬉の一酒造場 旧仕込蔵・酒母室、旧原料米置場・精米所、旧びん詰貯蔵庫・麹室、旧作業場・釜場、旧漕場・売場倉庫、旧売場倉庫、旧店舗・事務所
- 旧佐藤家住宅 主屋・西洋館・呑切り場・旧車庫・新蔵・文庫蔵・味噌蔵・浴室手洗い場・小蔵・正門及び石塀・家庭門及び石塀・原田門
- 旧横屋酒造 造り蔵・正面蔵・東蔵・釜場・麹室・タンク置場・蔵人炊事場・物置・ビン詰工場・枯し場・精米所・旧精米所・通用門及び石塀
- 旧千田家住宅主屋・板倉
- 盛合家住宅主家
- 千葉家住宅主屋
- 旧川前家住宅主屋
- 旧菊池喜右ヱ門家住宅
- 旧菊池家住宅（大野どん）
- 旧佐々木家住宅主屋
- 長者滝橋
- 米内浄水場水道記念館・出水井・緩速沈殿池・緩速系着水井・緩速ろ過池・1号ろ過池調整室・2号ろ過池調整室・3号ろ過池調整室

#### 宮城県
全件は宮城県の登録有形文化財一覧を参照。
- 荒巻配水所旧管理事務所（解体）
- 荒巻配水池入口
- 三居沢発電所
- 中原系苦地取水口
- 中原浄水場旧管理事務所・
- 千田家住宅主屋・土蔵・石蔵
- 角星店舗
- 三事堂ささ木店舗及び住宅・土蔵
- 武山米店店舗及び主屋
- 東北学院大学大学院棟（旧シュネーダー記念東北学院図書館）
- 東北学院大学本館（旧東北学院専門部校舎）
- ラーハウザー記念東北学院礼拝堂
- 延命寺山門
- 當信寺本堂・山門
- 旧丸森郵便局
- 蔵の郷土館齋理屋敷店蔵・住の蔵・業の蔵・時の蔵・嫁の蔵・童の蔵・石風呂・避雷針用鉄塔・外灯・電線用石柱・表門・裏門及び塀
- 旧相川診療所
- 大崎八幡宮旧宮司宿舎・社務所・神馬舎
- 鈴木家住宅板倉
- 板垣家住宅主屋・板倉
- 丹六園店舗兼主屋
- 農家民宿おりざの森（旧高野家住宅主屋）
- 南三陸町民俗資料館
- 金華山灯台
- 旧仙台医学専門学校博物・理化学教室（東北大学本部棟３）・六号教室（東北大学魯迅の階段教室）
- 旧第二高等学校書庫（東北大学文化財収蔵庫）
- 旧東北帝国大学附属図書館閲覧室（東北大学史料館）・ 理学部化学教室棟（東北大学本部棟1）
- 定義如来西方寺御廟貞能堂・御守授所・鐘楼堂・手水舎・山門
- 海老喜旧店舗・表蔵・主屋・味噌醤油仕込蔵・作業場・文庫蔵・旧酒蔵（蔵の資料館）・醤油仕込蔵（海老喜ホール）
- 青葉神社本殿・中門及び祝詞舎・透塀・拝殿・神饌所及び伝供廊・愛姫社鞘堂
- 玉幸
- 老松永田醸造主屋・店舗・稲荷社鞘堂

#### 秋田県
- 能代市役所第一庁舎
- 能代市議会議事堂
- 旧角館製糸工場
- 旧対川荘
- 旧大島商会店舗
- 戸田家住宅
- 泉川家住宅
- 桜櫓館（旧櫻場家住宅）
- 強首樅峰苑（旧小山田家住宅）
- 旧清水肉店店舗兼主屋
- 旧男鹿市立加茂青砂小学校校舎
- 秋田市立新屋図書館倉庫棟
- 天使館（旧聖園マリア園）
- 興文館東海林書店店舗兼主屋及び座敷蔵
- 料亭金勇
- 旧関善酒店主屋
- 渡部家住宅主屋・土蔵・門
- 旧鮎川小学校屋内運動場・北校舎棟・中央校舎棟・南校舎棟
- 東北聖書バプテスト十文字教会
- 旧大倉沢報徳館

#### 山形県
- 旧高畠鉄道高畠駅本屋及びプラットホーム・変電所・倉庫・自動車修繕庫
- 山形鉄道フラワー長井線羽前成田駅本屋
- 山形鉄道フラワー長井線西大塚駅本屋及びプラットホーム
- 安良町公民館（旧鶴岡警察署大山分署）
- 石名坂家住宅主屋・蔵
- ホテル音羽屋本館
- 山形聖ペテロ教会礼拝堂
- 山形市立第一小学校校舎・門柱及び柵
- 米沢女子高等学校校舎
- 長井市立長井小学校第一校舎
- 旧山寺ホテル
- 能登屋旅館本館
- 清風荘（旧宝幢寺書院）
- 丸や芳賀醤油店火入れ蔵・穀蔵
- 出羽桜美術館旧仲野家住宅主屋・蔵
- 掬粹巧芸館日本館・本館
- 旧長谷川製糸所繭蔵・糸蔵及び荷造場
- 旧鶴岡町消防組第八部消防ポンプ庫
- 旧農林省積雪地方農村経済調査所庁舎
- 肘折砂防堰堤
- 寒河江市役所庁舎

#### 福島県
- 向瀧玄関・はなれ・客室棟（花月の間、梅の間他）・客室棟（会議室、菊の間他）
- 蛇の鼻御殿本館・蔵座敷
- 花水館奥の間（御殿）
- なかむらや旅館本館・新館
- 奥山家住宅主屋・洋館
- 細井家住宅主屋・持仏堂・西の蔵・蔵座敷・文庫堂・酒蔵・郵便局舎・門
- 阿久津家住宅（糸沢本陣）主屋・米蔵
- 林家住宅
- 桜丘会館
- 朝日座
- 島慶園店舗蔵
- 如宝寺書院
- 善導寺本堂・庫裡・鐘楼
- 安積疏水麓山の飛瀑
- 旧甲斐家住宅蔵座敷・店蔵・醤油蔵・主屋・味噌蔵及び麹蔵・稲荷社・表門・裏門・東塀及び北塀・南塀
- 若喜商店店舗・煉瓦蔵・座敷蔵・醸造場・作業蔵
- 旧大越娯楽場
- 旧山時呉服店家財蔵
- 旧嶋新商店一号蔵・二号蔵及び三号蔵・座敷蔵及び主屋・四号蔵・店舗蔵
- 郡山市公会堂
- 日本基督教団若松栄町教会
- 日本聖公会郡山聖ペテロ聖パウロ教会聖堂
- 地蔵原堰堤
- 旧鍋三本店（星野家住宅）客座敷・土蔵
- 奥の松酒造一級蔵・二級蔵北棟・二級蔵中棟・二級蔵南棟・麹蔵・槽場蔵
- 末廣酒造嘉永蔵主屋・嘉永蔵新蔵・嘉永蔵壱号蔵・嘉永蔵三号蔵・嘉永蔵四号蔵・嘉永蔵五号蔵・嘉永蔵煉瓦煙突・嘉永蔵煉瓦蔵・嘉永蔵正面門
- 旧福島県立相馬中学校講堂
- 野口英世生家主屋
- 福西本店店蔵・袖蔵・主屋・座敷蔵・主屋蔵・離座敷・煉瓦塀
- 竹藤店舗・主屋・竹蔵・座敷蔵
- 仙峡閣
- 旧堀切家住宅主屋・新蔵・中蔵・道具蔵・書庫・表門
- 十綱橋

### 関東地方

#### 茨城県
全件は茨城県の登録有形文化財一覧を参照。
- 旧町屋変電所
- 水戸市水道低区配水塔
- 二水会館（旧水海道町役場）
- 梅津会館（旧太田町役場）
- 幕末と明治の博物館別館
- 茨城大学五浦美術文化研究所岡倉天心旧居（研究室）・長屋門（管理舎・陳列館）
- 茨城県立水戸商業高等学校旧本館玄関
- 武道館（旧水海道小学校雨天体操場兼講堂）
- 旧共楽館（日立武道館）
- 旧おかめ旅館本館
- 旧常陸北条郵便局
- 結城酒造株式会社新蔵・煉瓦煙突・安政蔵
- 村井醸造店舗・石蔵・煙突・脇蔵
- 秋葉糀味噌醸造見世蔵
- 江連用水旧溝宮裏両樋
- 一木歯科医院
- 蔵野歯科医院
- 賀美発電所本館・取水所・放水路及び余水路
- 篆刻美術館表蔵棟（旧平野家表蔵棟）・裏蔵棟（旧平野家裏蔵棟）
- すがや化粧品店店舗兼住宅
- 友部町立歴史民俗資料館（旧宍戸町役場庁舎）
- 荒川家住宅主屋・石蔵・内蔵・店蔵・付属屋
- 鈴木家住宅養蚕小屋
- 旧上岡小学校第一棟・第二棟・第三棟

#### 栃木県
全件は栃木県の登録有形文化財一覧を参照。
- 東武鉄道下小代駅旧駅舎
- 釜ッ沢砂防堰堤
- 釜ッ沢下流砂防堰堤
- 宇都宮市水道戸祭配水場配水池
- 旧大谷公会堂
- 大谷好美館
- カトリック松が峰教会
- 雨情茶屋離れ（野口雨情旧居）
- 宇都宮市水道今市水系第六号接合井
- 高木会館
- 栃木病院
- 山本有三ふるさと記念館北棟・南棟
- 真岡市久保講堂（旧真岡小学校久保講堂）
- イタリア大使館別荘記念公園本邸
- アンタレススポーツクラブ（旧足利模範撚糸工場）
- 真岡高校記念館
- 宇都宮高校旧本館
- 宇都宮白楊高校正門・旧講堂
- 下野新聞社栃木支局
- 足利銀行黒羽支店（旧黒羽銀行）
- 旧足利銀行栃木支店
- 横山郷土館店舗及び住居・文庫蔵・麻蔵・離れ
- 下都賀酒造協同組合事務所
- トチセン（旧足利織物）汽罐室
- 西堀酒造煙突・仕込蔵・長屋門・瓶詰場
- 杉田酒造大正蔵・仕込蔵・大谷石蔵・貯蔵蔵
- 金谷侍屋敷主屋（旧金谷カッテージイン主屋）・土蔵（旧金谷カッテージイン土蔵）
- 旧日光市庁舎本館
- 鹿沼市文化活動交流館石蔵（旧帝国繊維石蔵）
- 大二商店店舗
- 雅秀店舗
- 丸三家具店店舗
- 旧粟野中学校校舎
- 濱田窯長屋門

### 中部地方

#### 石川県
- 石川県庁舎石引分室（旧陸軍金沢偕行社、現国立工芸館）
- 石川県庁舎石引分室（旧陸軍第九師団司令部庁舎、同上）
- 石川県立美術館広坂別館（旧陸軍第九師団長官舎）
- 旧石川銀行橋場支店
- 旧石川商銀信用組合小松支店
- 夛田家住宅（旧上野啓文堂）主屋
- やちや酒造主屋・道具蔵・酒蔵
- 小松市立空とこども絵本館（旧小松警察署庁舎）
- あかつき屋
- 戸市酒販酒蔵
- 懐古館（旧飯田家住宅）主屋
- 旧山長織物会社事務所・石蔵・門
- 金沢市民芸術村事務所棟
- 金沢市立玉川図書館別館（旧専売公社C-1号工場）
- 金沢神社本殿（旧明倫堂鎮守）・拝殿
- 戸板ホール（旧戸板村役場庁舎）
- 高澤ろうそく店主屋
- 山岡商山堂（山岡ビル）
- 若草教会（旧日本基督教団金沢教会）礼拝堂
- 松任市ふるさと館（旧吉田家住宅）主屋・物置一・物置二・門
- 松風閣（旧広坂御広式御対面所）
- 甚之助谷砂防堰堤
- 北大路魯山人寓居主屋・土蔵
- 金沢町家兼六
- 犀川大橋
- 浅野川大橋
- 法師延命閣・玄関棟
- 末浄水場（一号緩速ろ過池など）
- 總持寺祖院（山門、仏殿など）
- 旧北陸鉄道石川線加賀一の宮駅駅舎

#### 山梨県
- 杉浦家住宅主屋・旧医院・屋敷蔵・土蔵・納屋
- 葡萄酒貯蔵庫（龍憲セラー）
- 甲府法人会館（旧甲府商工会議所）
- 旧上九一色郵便局
- 勝沼堰堤
- 塩山市中央区区民会館（旧千野学校校舎）
- 祝橋
- 西湖いやしの里根場旧渡辺家住宅主屋
- 旧田中銀行主屋・土蔵
- 御坂隧道
- 芦安堰堤
- ルミエール旧地下発酵槽
- 屋敷入沢第七号石堰堤
- 山梨大学赤レンガ館
- 有隣園資料館
- 笹子隧道
- 御岳公会堂（旧金櫻神社参籠所）
- 富士急行線谷村町駅本屋及びプラットホーム上屋
- 黒田医院（旧猿橋警察署庁舎）
- 原茂ワイン店舗兼主屋、東蔵・西蔵、奥蔵
- 身延山久遠寺大客殿など19件
- 村松新聞店(旧都留市役所分庁舎)
- 上文司家住宅
- 原家住宅

### 近畿地方

#### 京都府
全件は京都府の登録有形文化財一覧を参照。
- 平安女学院大学 明治館・昭和館・有栖館
- 同志社大学 アーモスト館・フレンドピースハウス
- 旧恩賜京都博物館陳列品収納用倉庫（京都国立博物館技術資料参考館）
- 京都市学校歴史博物館（旧京都市立開智小学校）正門・（旧京都市立開智小学校）石塀・玄関（旧成徳小学校玄関車寄）
- 大谷大学尋源館（旧本館）
- 日本生命京都三条ビル旧棟（旧日本生命京都支店）
- 衣笠会館
- 綾部大橋
- 対岳文庫
- 茶六本館
- 祇園閣
- 南座
- 楽々荘玄関・日本館・洋館
- 胡乱座（旧長岡家住宅主屋）
- ぎ園甲部歌舞練場玄関・正門・別館・本館
- 旧京都市立有済小学校太鼓望楼
- 島津創業記念資料館南棟・北棟
- 河井寬次郎記念館（旧河井寬次郎邸）主屋・小間・素焼窯・登り窯・陶房
- 旧口大野村役場庁舎
- アサヒビール大山崎山荘美術館本館・橡の木茶屋・彩月庵（茶室）
- 神崎コンクリート株式会社旧煉瓦窯（旧京都竹村丹後製窯所煉瓦窯）
- レストラン・ノアノア（旧橋本関雪邸洋館）
- フランソア喫茶室
- キャンディ・ショータイム京都祇園店（旧村井銀行祇園支店）
- 壽ビルディング
- 旧徳力彦之助邸（ギャラリー工房・チェリ）
- 順正南禅寺本店（順正書院）書院・石門
- ザイラー家住宅主屋・音楽堂
- 青木家住宅（旧本尊美家住宅）主屋・表門
- 真宗本廟東本願寺16件（東本願寺#国登録有形文化財を参照）
- 船岡温泉 脱衣所・浴場・旧船岡楼・旧理髪店
- 宇良神社本殿・拝殿及び中殿
- 自玉手祭来酒解神社本殿
- 松本酒造事務所・吟醸酒蔵・酒蔵ホール・正門・大黒蔵・万暁院・煉瓦煙突・煉瓦倉庫
- 櫻谷文庫（旧木島櫻谷家住宅）画室・洋館・和館
- 清輝楼

#### 兵庫県
全件は兵庫県の登録有形文化財一覧を参照。
- 兵庫県公館（旧兵庫県庁舎）
- 灘中学校・高等学校本館
- 神戸大学 六甲台本館
- 関西学院大学 時計台
- 城崎温泉 愛宕橋
- 温泉寺薬師堂
- 冨永家住宅主屋・附属屋
- 古澤家住宅主屋・附属屋
- 舞子公園旧木下家住宅主屋・土蔵・納屋
- 旧来住家住宅主屋・客湯殿・離れ
- 神戸市水の科学博物館（旧奥平野浄水場）
- 姫路市立美術館（旧第十師団兵器庫）
- 尼崎市役所開明庁舎（旧開明尋常小学校校舎）
- 尼崎市立大庄公民館（旧大庄村役場）
- 旧城崎郵便局
- 王橋
- 豊岡市役所南庁舎別館（旧兵庫縣農工銀行豊岡支店）
- 神戸ゴルフ倶楽部クラブハウス・チェンバー
- 松尾ビル（旧小橋屋呉服店神戸支店）
- 国生みの館（旧三原郡役所）
- 甲南漬資料館（旧高嶋家住宅主屋）
- ヒガシマル醤油元本社工場原料庫及び仕込蔵・仕込蔵一・仕込蔵二・仕込蔵三・仕込蔵及び雑品庫・事務所及び圧搾場
- フットテクノビル
- 旧龍野醤油同業組合事務所・醸造工場
- 東洋精機株式会社本館事務所
- 北野物語館（旧M.J.シェー邸）
- 日本真珠会館
- 浦家住宅主屋
- 岩佐家住宅主屋・土蔵
- 旧吉川家住宅（生野まちづくり工房井筒屋）主屋
- 旧大西家住宅（みとろ苑）・表門・大広間棟・渡廊下及び浴室
- うろこの家（旧ハリヤー邸）主屋
- フロインドリーブ本店（旧神戸ユニオン教会）
- 旧小久保跨線橋
- 旧松山家住宅松濤館（芦屋市立図書館打出分室）
- 甲南女子中学校・高等学校 安宅講堂など6つの施設
- 甲南女子大学 管理棟など3つの施設

### 中国地方

#### 鳥取県
- 鳥取民藝美術館
- 興禅寺本堂
- 摩尼寺本堂・山門・鐘楼
- 常忍寺本堂
- 五臓圓ビル
- 岩田家住宅主屋・茶室・離れ
- 桜寬苑（旧金田家住宅）主屋・土蔵
- 加藤家住宅主屋
- 大井家住宅主屋
- 杣小屋拱堰堤
- 高砂屋（城下町とっとり交流館）店舗棟・他5棟
- 有隣荘
- 智頭町立山形小学校校舎
- 智頭消防団本町分団屯所
- 旧塩屋出店
- 西河克己映画記念館
- 旧藤原家住宅主屋・土蔵
- 板井原公民館
- 下町公民館
- 向山神社本殿・拝殿・覆殿及び籠堂
- 米原家住宅主屋・土蔵・上門及び塀・下門及び塀
- 若桜鉄道若桜駅本屋・プラットホーム・物置および灯室・旧西転轍手箱番所・旧東転轍手箱番所・諸車庫・機関車転車台・給水塔・流雪溝
  - 安部駅、因幡船岡駅、丹比駅、八東駅、隼駅本屋・プラットホーム
- 木島家住宅主屋
- 若桜橋
- 倉吉市役所本庁舎
- 倉吉大店会
- 飛龍閣
- 豊田家住宅（久米郡倉吉驛）主屋・離れ
- 旧倉吉町水源地ポンプ室
- 旧倉吉町水源地量水室
- 小鴨川堰堤（第1号、第2号、第3号）
- 清水川堰堤（第一、第二、第三、第五、第六号）
- 大社湯（第三鶴の湯）浴場及び主屋
- 旧高田酒造醸造蔵・他1棟
- 小川酒造主屋・他6棟
- 山陰民具店舗兼主屋
- 矢城家住宅主屋
- 三朝橋
- 木屋旅館
- 南菀寺本堂・隠寮・庫裏・山門
- 旅館大橋本館・他４棟・大広間棟・他2棟
- 転法輪寺本堂
- 塩谷定好写真記念館
- 大神山神社石の大鳥居
- 遠藤家住宅主屋・他4棟
- 東門脇家住宅主屋・他8棟
- 美甘家住宅主屋・宝蔵・新蔵・旧厩・倉庫・表門・中門及び土塀
- 山陰本線御来屋駅本屋及び旅客上屋
- 旧米子市水源地旧ポンプ室・他2棟
- 坂口家住宅主屋・離れ及び渡廊下・土間倉・土蔵・門及び塀
- 米子専門大店
- 植田家住宅主屋・離れ
- 面谷家住宅店舗兼主屋・新座敷（旧精米所）・道具蔵・旧砂糖蔵
- 矢田貝家住宅
- 旧江尾発電所本館
- 日野町歴史民俗資料館（旧根雨公会堂）
- 宮本家住宅主屋・土蔵

#### 島根県
- 旧江津町役場本庁舎
- 一畑電車出雲大社前駅舎
- 一畑電車布崎変電所
- 益田市立歴史民俗資料館（旧美濃郡役所）
- 横田相愛教会（旧救世軍会館）
- 津和野町役場（旧鹿足郡役所）
- 旅館美保館本館・旧本館
- 浜田市立第一中学校屋内運動場（旧歩兵第21連隊雨覆練兵場）
- 旧八川郵便局
- カラコロ工房（旧日本銀行松江支店）

#### 広島県
- 観瀾閣
- 桜橋
- 神龍橋（旧紅葉橋）
- 日本はきもの博物館コーヒーハウス（旧マルヤマ商店事務所）
- 中の峠隧道
- 時報塔
- 白滝山荘（旧ファーナム住宅）
- 吉原家住宅表長屋門
- 竹村家主屋・門及び塀
- 旧和泉家別邸
- みはらし亭

#### 山口県
- 岩国徴古館
- 下関市立長府博物館本館（旧長門尊攘堂）
- 赤間神宮水天門
- 赤間神宮回廊
- 萩駅舎
- JR西岩国駅駅舎
- 横瀬公民館（旧明木村立図書館）
- 旧吉川邸厩門
- 旧桂ヶ谷貯水池堰堤
- 歌野清流庵
- 山口県立山口高等学校記念館（旧制山口高等学校講堂）
- むつみ村役場旧庁舎・土蔵
- 周南市市長公舎洋館・和館
- クリエイティブ・スペース赤れんが（旧山口県立山口図書館書庫）
- 光ふるさと郷土館別館礒部家住宅主屋・釜屋・離れ座敷（茶室）
- めぐみ幼稚園第一園舎（旧下関バプテスト教会）・第二園舎（旧宣教師住宅）
- 永山本家酒造場事務所（旧二俣瀬村役場庁舎）
- 旧岩国税務署
- 岩国練武場
- 旧宮崎商館
- 山水園本館
- 三田尻塩田旧越中屋釜屋煙突
- 下関南部町郵便局庁舎（旧赤間関郵便電信局）
- 蜂谷ビル（旧東洋捕鯨株式会社下関支店）
- 防府天満宮本殿・幣殿・拝殿
- 日清講和記念館

### 四国地方

#### 徳島県
- 高橋家住宅主屋・西納屋・蔵・表門・藍寝床（東納屋）・練塀
- 徳島県立城北高等学校人形会館
- 三井翠松園（旧三井高達別荘）別館
- 安藝家バラッケ（旧板東俘虜収容所）
- 柿本家バラッケ（旧板東俘虜収容所）
- 旧川口郵便局局舎及び主屋
- 大日孁神社本殿・拝殿
- 原田家住宅主屋
- 勢玉煙突・事務所棟・酒蔵A・酒蔵B
- 炭米穀店店舗兼主屋
- 徳島市水道局佐古配水場ポンプ場
- 本家松浦酒造場東酒蔵・長屋門・仲酒蔵・西酒蔵・精米蔵
- 東福寺本堂

#### 香川県
全件は香川県の登録有形文化財一覧を参照。
- JR琴平駅本屋・乗換跨線橋・陳列所一号・旅客上屋一号・旅客上屋二号
- JR善通寺駅本屋・一番ホーム上屋・二番ホーム上屋・跨線橋
- 四国村異人館ワサ・ダウン住宅
- 丸亀高校記念館（旧香川県立高松尋常中学校丸亀分校本館）
- 観音寺市郷土資料館本館（旧三豊郡農会農事試験場）・展示館（旧三豊郡農会農事試験場）
- 高松市水道資料館PR館（旧事務室）・歴史館（旧ポンプ室）
- 小豆島食品（旧岡醤油醸造所）事務所・醤油佃煮蔵
- 下高瀬簡易郵便局（旧丸岡呉服店）
- こんぴらうどん参道店（旧櫻屋旅館）
- こめっせ宇多津（旧宇多津町農業協同組合倉庫）
- 京宝亭佃煮販売処店舗（旧黒島伝九郎醤油醸造場醤油蔵）・西棟
- ヤマヒサ西諸味蔵・北諸味蔵
- へんこつ屋店舗
- やます坂下家住宅主屋・洋館・長屋門
- 鎌田共済会郷土博物館（旧図書館）

### 九州地方

#### 佐賀県
- 津赤れんが館（旧田中丸商店れんが造り倉庫）
- 町家カフェぜん
- 牛津町会館（旧田中丸家住宅）
- JR唐津線小城駅本屋
- 多久市西渓公園寒鶯亭
- 村岡総本舗羊羹資料館
- 日本福音ルーテル小城教会
- 陶山神社鳥居
- 野中烏犀圓
- 大隈重信記念館
- 徴古館
- 小柳酒造主屋・ビン詰場・ポンプ小屋・ムロマエ・煙突・釜場・検査室・麹室・酒母室・昭和西蔵・昭和東蔵・西貯水槽・東貯水槽・離れ
- 福成歯科医院（旧古賀銀行神埼支店）
- 与賀神社本殿・幣殿・拝殿
- 杉光陶器店主屋・一の蔵・二の蔵・三の蔵（嬉野市塩田津重要伝統的建造物群保存地区）
- 戸上電機製作所本館

#### 長崎県
- 長崎大学(旧長崎高等商業学校）拱橋
- 長崎大学経済学部倉庫（旧長崎高等商業学校倉庫）
- 長崎大学瓊林会館（旧長崎高等商業学校研究館）
- 長崎市旧市長公舎
- 佐世保鎮守府武庫預兵器庫
- 三菱重工業長崎造船所ハンマーヘッド型起重機
- 旧波佐見町立中央小学校講堂兼公会堂
- 江崎べっ甲店
- 雲仙観光ホテル
- 松浦史料博物館（旧松浦詮邸）閑雲亭・閑雲亭待合
- 青い理髪舘（旧小林理髪舘）
- 仙禽庫
- 西海橋
- 佐世保重工業二五〇トン起重機
- 保里川家住宅主屋
- 東山手十三番館住宅主屋・倉庫
- 福井川橋梁
- 小ヶ倉ダム・管理橋

#### 熊本県
- 旧熊本回春病院日光回転家屋
- 芦北町立武徳殿
- 京都大学理学研究科附属地球熱学研究施設火山研究センター（旧京都帝国大学阿蘇火山研究所）本館
- 熊本市水道記念館（旧八景水谷貯水池ポンプ場）
- 山鹿灯籠民芸館（旧安田銀行山鹿支店）
- 慈愛園モード・パウラス記念資料館（旧宣教師館）
- 勝専坊庫裏
- 龍驤館
- 早野ビル
- 水俣市立蘇峰記念館（旧淇水文庫）
- 相良村ふるさと館（旧四浦村役場庁舎）
- 多良木町交流館石倉（旧多良木町農業会米倉庫）西棟・東棟・南棟
- ピーエス熊本センター（旧第一銀行熊本支店）
- リデル、ライト両女史記念館（旧熊本回春病院らい菌研究所）
- マミフラワーデザイン熊本教室花峰館（旧鐘淵紡績熊本工場診療所）
- 球磨地域農業協同組合第26号倉庫（山江倉庫2号）
- 熊本ルーテル学園神水幼稚園園舎
- 旧三角海運倉庫（三角築港記念館）
- 赤坂家石倉
- シャルトル聖パウロ修道院記念館
- 宇城市国際交流村重要資料展示室（旧三角簡易裁判所記録倉庫）・伝統工芸館（旧三角簡易裁判所弁護士等控室）・法の館（旧三角簡易裁判所本館）
- 長崎次郎書店

#### 大分県
- 大分銀行赤レンガ館（旧二十三銀行本店・旧府内会館）
- 野口病院管理棟
- 明治岡本井路 石垣井路
- 若宮井路 笹無田石拱橋
- 旧緒方村役場
- 京都大学理学部附属地球熱学研究施設
- 小手川酒造 主屋・蔵
- 野上弥生子成城の家
- 山海荘 主屋
- 別府市朝見浄水場 集合井室・配水池・配水池北出口・配水池南出口・量水室
- 中津市歴史民俗資料館（旧市立小幡記念図書館）
- 旧耶馬渓鉄道平田駅ホーム
- 萱島酒造 仕込み蔵・北蔵・米蔵・門口倉庫・旧ムロマエ・煙突・旧麹室・中蔵（搾り場）・冷蔵蔵（旧醸造所）・井戸屋形・裏門・木塀
- 両合川橋
- 橋詰水路橋
- 豊後水道海事博物館（旧水ノ子島灯台吏員退息所）
- 豊後水道海事博物館塀（旧水ノ子島灯台吏員退息所塀）
- 渡り鳥館（旧水ノ子島灯台吏員退息所物置所）
- 別府市児童館 （旧別府郵便電話局電話分室）
- 太田缶詰工場 主屋・土蔵・石倉
- 旧耶馬渓鉄道  一号厚ヶ瀬トンネル
- 旧耶馬渓鉄道  二号厚ヶ瀬トンネル
- 国見ふるさと展示館 資料館・研修所・展示場（旧有永邸 主屋・離れ・蔵）
- 聴潮閣 主屋・洋館
- 旧佐伯海軍航空隊掩体壕
- 冨士屋旅館 主屋・前門・石段・石垣
- 鷹岩橋
- 中島橋
- 水雲橋
- 念仏橋
- 櫛野橋
- 旧長田医院
- 岩尾家住宅（旧日本丸製薬所）主屋・離れ・土蔵
- 隈まちづくりセンター黎明館
- 筑紫亭 主屋・離れ・塀
- 塩屋 主屋・中蔵・古蔵
- 竹瓦温泉
- 浜田温泉資料館
- 別府タワー
- 臼杵市立臼杵図書館荘田平五郎記念子ども図書館
- 臼杵市立臼杵図書館文庫
- 可兒醤油 店舗兼主屋・西店舗
- 浄土寺 本堂・庫裏・玄関及び渡廊下・大弁財天石宮・一伯公廟・表門・北門
- 旧共同野村銀行社屋
- 真宗大谷派四日市別院 本堂・経蔵・太鼓楼・土塀及び石垣・石橋及び水路石垣
- 長善寺鐘楼門
- 旧大分合同銀行社屋
- 旧高田農業倉庫 北蔵・北小蔵・東蔵
- 老松天満社 本殿・拝殿・金刀比羅社・鳥居
- 春日神社 本殿・摂社厳島神社・摂社八坂神社・申殿・拝殿・籠り屋・神楽殿・鐘楼・神門・西門・余興舞台・参道鳥居・西参道鳥居
- 旧竹屋書店 店舗兼主屋・土蔵
- 竹田市公民館竹田分館（旧一味楼）
- 塩屋旧大蔵
- 旧豊後森機関庫・旧豊後森機関庫転車台
- 正行寺 本堂・鐘楼・山門・袖塀
- 本願寺四日市別院 本堂・対面所・御成御殿・庫裏及び長御殿・総会所・茶所・太鼓楼・経蔵・鐘楼・山門・二之門
- 井上酒造 店舗兼主屋・木造蔵・煙突
- 小手川家住宅
- 萱島家住宅 主屋・離れ
- 斎藤家住宅
- 重光家住宅 主屋
- 久恒家住宅 正門・客間棟・奥座敷・居住棟・長屋門・東蔵・西蔵・米蔵・オンドル部屋・物置・給水塔・煙突・裏門・北塀・南塀
- 多田家住宅 御成屋敷・御成門・主屋・蔵
- 井上家住宅 主屋・門・酒蔵・土蔵・米蔵・味噌蔵・納屋・石塀
- 荻本家住宅主屋
- 帆足家分家住宅（松石不老館）主屋・新座敷・道具蔵・質蔵・湯殿及び風呂・井戸上屋・穀物蔵・味噌蔵・裏二階・門・塀
- 麻生家住宅主屋
- 高橋家住宅主屋
- 帆足家本家住宅（富春館） 主屋・宝蔵・質蔵・洋館・離れ・表門・中門・塀
- 佐藤家住宅 主屋・旧店舗兼主屋・旧味噌蔵・土蔵
- 糸永家住宅 主屋・離れ
- 梶原家住宅 主屋・土蔵
- 吉川家住宅  主屋・土蔵・倉庫一・倉庫二・倉庫三
- 旧稲葉家別邸 大書院・御居間・台所・土蔵・御門・外塀及び東門
- 後藤家住宅 主屋・隠居座敷・座敷蔵・東土蔵及び西土蔵
- 山田家住宅 主屋・土蔵・井戸・石垣及び煉瓦塀
- 宇野家住宅主屋 （旧高瀬入早商店店舗兼主屋）
- 植木家住宅 主屋・離れ・離れ控えの間
- 荒木家住宅 主屋・酒蔵・勝手蔵

#### 宮崎県
- JR吉都線えびの駅本屋
- 享保水路井堰・太鼓橋
- 堀川運河護岸
- 油津赤レンガ館（旧河野宗泰家倉庫）
- 旧田原村役場
- 黒北発電所
- 大平落中橋
- 満尾書店
- 靉靆橋
- 英国館
- 旧外山医院
- 五百禩（いおし）神社本殿・石塀・神楽殿及び拝殿・石橋及び石垣
- 公益財団法人服部植物研究所
- 塚原ダム
- 那須家住宅主屋
- 旧後藤家商家交流資料館本館・石塀
- 鞍埼灯台
- 都井岬灯台

#### 鹿児島県
| 名称                                           | 所在地                         |
| ---------------------------------------------- | ------------------------------ |
| 鹿児島県立博物館考古資料館                     | 鹿児島市城山町                 |
| 鹿児島市庁舎本館                               | 鹿児島市山下町                 |
| 南日本銀行本店                                 | 鹿児島市山下町                 |
| 旧芹ヶ野島津家金山鉱業事業所                   | 鹿児島市吉野町                 |
| 旧島津家吉野殖林所                             | 鹿児島市吉野町                 |
| 仙巖園内濾過池                                 | 鹿児島市吉野町                 |
| 鹿島村離島住民生活センター（旧藺牟田漁業組合） | 薩摩川内市鹿島町藺牟田         |
| 山田の凱旋門                                   | 姶良市下名                     |
| 白金酒造石蔵                                   | 姶良市脇元                     |
| 森山家住宅土蔵                                 | 姶良市加治木町朝日町           |
| 加治木町立図書館（旧郷土館陳列館）             | 姶良市加治木町仮屋町           |
| 加治木町立図書館（旧郷土館日本館）             | 姶良市加治木町仮屋町           |
| 加治木町立図書館（旧郷土館付属石造倉庫）       | 姶良市加治木町仮屋町           |
| 鹿児島県立鹿児島工業高等学校大煙突             | 鹿児島市草牟田二丁目           |
| 新大橋                                         | 薩摩川内市入来町浦之名蒲生原   |
| 池田家住宅主屋                                 | 霧島市横川町中ノ小字上岸田     |
| 池田家住宅石倉                                 | 霧島市横川町中ノ小字上岸田     |
| 森山家住宅石倉                                 | 霧島市横川町中ノ小字諏訪985    |
| 鹿児島市中央公民館                             | 鹿児島市山下町                 |
| 旧曽木発電所本館                               | 伊佐市大口宮人地内             |
| 旧曽木発電所ヘッドタンク                       | 伊佐市大口宮人地内             |
| JR肥薩線嘉例川駅駅舎                           | 霧島市隼人町嘉例川             |
| 霧島神宮社務所                                 | 霧島市霧島田口                 |
| 森山家住宅主屋                                 | 姶良市加治木町朝日町           |
| 古仁屋小学校旧奉安殿                           | 大島郡瀬戸内町古仁屋小勝原     |
| 節子小中学校旧奉安殿                           | 大島郡瀬戸内町節子             |
| 池地小中学校旧奉安殿                           | 大島郡瀬戸内町池地             |
| 薩川小学校旧奉安殿                             | 大島郡瀬戸内町薩川             |
| 須子茂小学校旧奉安殿                           | 大島郡瀬戸内町須子茂           |
| 旧木慈小学校奉安殿                             | 大島郡瀬戸内町木慈             |
| 鹿児島大学総合研究博物館常設展示室             | 鹿児島市郡元一丁目             |
| 南洲神社電燈                                   | 鹿児島市上竜尾町               |
| JR肥薩線大隅横川駅駅舎                         | 霧島市横川町中ノ               |
| 潮音館(旧重富島津家住宅米蔵)                   | 鹿児島市清水町                 |
| 旧勝目郵便局                                   | 南九州市川辺町中山田           |
| 鹿児島県立甲南高等学校本館                     | 鹿児島市上之園町               |
| 鹿児島県立鹿児島中央高等学校本館及び講堂       | 鹿児島市加治屋町               |
| そお鹿児島農協財部支所石蔵倉庫                 | 曽於市財部町北俣               |
| 丁子屋石蔵                                     | 南さつま市加世田唐仁原         |
| 旧陸軍知覧飛行場防火水槽                       | 南九州市知覧町郡               |
| 旧陸軍知覧飛行場弾薬庫                         | 南九州市知覧町郡               |
| 旧陸軍知覧飛行場着陸訓練施設鎮碇               | 南九州市知覧町郡               |
| 横峯家住宅主屋                                 | 南九州市知覧町永里             |
| 鹿浦小学校旧奉安殿                             | 大島郡伊仙町阿三字為の当       |
| 旧黒木回春堂医院                               | 日置市吹上町永吉               |
| 森山家住宅旧作業場                             | 姶良市加治木町朝日町           |
| 薗家住宅主屋                                   | 奄美市笠利町大字用安字竹作     |
| 奄美ばしゃ山民俗村旧安田家住宅主屋             | 奄美市笠利町大字用安字車万川   |
| 安田家住宅主屋                                 | 南九州市知覧町南別府字下村     |
| 安田家住宅土蔵一                               | 南九州市知覧町南別府字下村     |
| 安田家住宅土蔵二                               | 南九州市知覧町南別府字下村     |
| 安田家住宅門及び石垣                           | 南九州市知覧町南別府字下村     |
| 松下家住宅主屋                                 | 南九州市知覧町南別府字東塩屋   |
| 松下家住宅土蔵                                 | 南九州市知覧町南別府字東塩屋   |
| 松下家住宅石垣                                 | 南九州市知覧町南別府字東塩屋   |
| 吉田家住宅土蔵                                 | 南九州市知覧町南別府字濱ノ上   |
| 今里小中学校旧奉安殿                           | 大島郡大和村今里字クツレ       |
| 鹿児島旧港北防波堤灯台                         | 鹿児島市本港新町               |
| 九州電力大田発電所本館                         | 日置市伊集院町大田字管田       |
| 県政記念館（旧鹿児島県庁舎本館）               | 鹿児島市山下町                 |
| 旧鹿児島県庁舎正面門                           | 鹿児島市山下町                 |
| 旧鹿児島県立尋常中学校門                       | 鹿児島市山下町                 |
| 鹿児島県立博物館（旧鹿児島県立図書館）         | 鹿児島市城山町                 |
| 宮ヶ浜港防波堤（桿海隄）                       | 指宿市東方宮ヶ浜               |
| 大崎公民館(旧大崎報公議會舘)本館               | 南さつま市加世田唐仁原         |
| 大崎公民館(旧大崎報公議會舘)門及び石塀         | 南さつま市加世田唐仁原         |
| 新照寺本堂                                     | 姶良市住吉字櫻木               |
| 新照寺正門                                     | 姶良市住吉字櫻木               |
| 新照寺石塀                                     | 姶良市住吉字櫻木               |
| 新照寺通用門                                   | 姶良市住吉字櫻木               |
| 瀬留カトリック教会聖堂                         | 大島郡龍郷町大字瀬留字中郷原   |
| 瀬留カトリック教会司祭館                       | 大島郡龍郷町大字瀬留字中郷原   |
| 丸十金物百貨店店舗                             | 指宿市西方                     |
| 丸十金物百貨店蔵                               | 指宿市西方                     |
| 中俣家住宅主屋                                 | 指宿市西方字宮ヶ濱中           |
| 坂本家住宅主屋                                 | 指宿市西方                     |
| 蜷川菓子店店舗兼主屋                           | 指宿市西方字仮屋ノ下           |
| 重富小学校正門（旧鹿児島県庁正門）             | 姶良市平松                     |
| 川上中学校本校舎                               | 肝属郡肝付町後田               |
| 旧鰺坂医院                                     | 南さつま市加世田武田           |
| 旧岩切家住宅高倉                               | 大島郡龍郷町瀬留字浜田原       |
| 旧大司家住宅高倉                               | 大島郡龍郷町瀬留字浜田原       |
| 旧有村商事高倉                                 | 大島郡龍郷町瀬留字浜田原       |
| 都萬神社本殿                                   | 曽於郡大崎町假宿字西迫         |
| 都萬神社拝殿                                   | 曽於郡大崎町假宿字西迫         |
| 都萬神社末社伊勢宮                             | 曽於郡大崎町假宿字西迫         |
| 都萬神社末社稲荷神社                           | 曽於郡大崎町假宿字西迫         |
| 都萬神社末社五林大明神社                       | 曽於郡大崎町假宿字西迫         |
| 都萬神社末社山王神社                           | 曽於郡大崎町假宿字西迫         |
| 九州電力妙見発電所本館                         | 霧島市牧園町宿窪田字葉切       |
| 九州電力妙見発電所１号機ヘッドタンク           | 霧島市牧園町宿窪田字葉切       |
| 九州電力妙見発電所2号機及び3号機ヘッドタンク   | 霧島市牧園町宿窪田字葉切       |
| 鮫島家住宅主屋                                 | 南さつま市加世田武田字下上鴻巣 |
| 鮫島家住宅内蔵                                 | 南さつま市加世田武田字下上鴻巣 |
| 鮫島家住宅蔵                                   | 南さつま市加世田武田字下上鴻巣 |
| 鮫島家住宅井戸                                 | 南さつま市加世田武田字下上鴻巣 |
| 鮫島家住宅門                                   | 南さつま市加世田武田字下上鴻巣 |
| 鮫島家住宅坪庭門                               | 南さつま市加世田武田字下上鴻巣 |
| 鮫島家住宅石塀                                 | 南さつま市加世田武田字下上鴻巣 |
| 鮫島博家住宅主屋                               | 南さつま市加世田武田           |
| 鮫島博家住宅蔵                                 | 南さつま市加世田武田           |
| 鮫島博家住宅門                                 | 南さつま市加世田武田           |
| 鮫島博家住宅石塀                               | 南さつま市加世田武田           |
| 旧鯵坂家住宅主屋                               | 南さつま市加世田武田字下鴻巣   |
| 旧鯵坂家住宅蔵                                 | 南さつま市加世田武田字下鴻巣   |
| 旧鯵坂家住宅門                                 | 南さつま市加世田武田字下鴻巣   |
| 旧鯵坂家住宅石塀                               | 南さつま市加世田武田字下鴻巣   |
| 旧重富島津家別邸主屋                           | 鹿児島市清水町                 |
| 旧重富島津家別邸石塀                           | 鹿児島市清水町                 |
| 鹿児島県民教育文化研究所                       | 鹿児島市春日町                 |
| 蛭川家住宅（旧遠矢家住宅）主屋                 | 曽於市大隅町字馬場             |
| 蛭川家住宅（旧遠矢家住宅）蔵                   | 曽於市大隅町字馬場             |
| 蛭川家住宅（旧遠矢家住宅）門                   | 曽於市大隅町字馬場             |
| 旧上妻家住宅主屋                               | 西之表市西之表                 |
| 旧上妻家住宅門                                 | 西之表市西之表字下小牧         |
| 八板家住宅主屋                                 | 西之表市西町                   |
| 市来大迫家住宅                                 | いちき串木野市湊町三丁目       |
| 遠藤家住宅主屋                                 | 西之表市西町                   |
| 岩元家住宅主屋                                 | 南さつま市坊津町秋目           |
| 屋久島灯台                                     | 熊毛郡屋久島町永田字瀬切       |
| 屋久島灯台石塀                                 | 熊毛郡屋久島町永田字瀬切       |
| 旧山尋常高等小学校校舎                         | 大島郡徳之島町山字兼久田       |
| 山小学校校舎                                   | 大島郡徳之島町山字兼久田       |

#### 沖縄県
- 潮平ガー
- 南大東島西港旧ボイラー小屋
- 伊古桟橋
- 旧東洋製糖北大東出張所・燐鉱石貯蔵庫・燐鉱石積荷桟橋・社員浴場風呂場・社員浴場貯水タンク・下阪浴場風呂場・下阪浴場水取場
- 西桟橋
- 大野越排水溝
- 弐六荘
- 旧西中共同製糖場煙突
- 美里村屋
- 旧国頭農学校玄関
- なごみの塔
- 沖縄市立ふるさと園旧平田家住宅マチフール・旧久場家住宅主屋・旧久場家住宅ヒンプン
- 北谷町うちなぁ家ふーる（旧崎原家住宅ふーる）
- 北谷町うちなぁ家主屋（旧目取真家住宅主屋）
- 石垣やいま村旧喜舎場家住宅主屋・旧大浜家住宅主屋
- 琉球村旧玉那覇家住宅主屋・旧西石垣家住宅主屋・旧大城家住宅主屋・旧島袋家住宅高倉・旧島袋家住宅主屋・旧比嘉家住宅主屋・旧平田家住宅フール
- 旧國場家住宅主屋
- 末吉家住宅主屋・石垣
- 八重山民俗園旧森田家住宅主屋・旧牧志家住宅主屋
- 金城増治家住宅主屋・石垣・井戸・フール
- 神山家住宅主屋・石垣・井戸・水タンク
- 久部良家住宅主屋・石垣

## 美術工芸品
- 紙芝居資料（宮城県図書館）
- 並河靖之七宝資料（並河靖之七宝記念館）
- 有田磁器（柴田夫妻コレクション）（佐賀県）
- 工藤利三郎撮影写真ガラス原板（奈良県）
- 越中地域考古資料（早川荘作蒐集品）（富山県）
- ボードイン収集紙焼付写真（長崎大学）
- 福井県陶磁器資料（水野九右衛門コレクション）（福井県陶芸館）
- 彩色設計図集（清水建設）
- 飛騨地域考古資料（江馬修蒐集品）
- 松原文庫（松原恭譲蒐集仏書資料）（東大寺）